# Innersloth
Innersloth ist ein US-amerikanisches Indie-Studio, welches Videospiele entwickelt. 2020 wurde der Umsatz auf über 60 Millionen US-Dollar geschätzt.

## Hintergrund

### Unternehmen
Innersloth ist als Limited Liability Company angemeldet. Das Team besteht aus drei Videospielentwicklern, und hat seinen Sitz in Redmond. Innersloth wurde vom Videospielentwickler Marcus Bromander und seinem Kollegen Forest Willard, nachdem dieser seinen Job bei Microsoft aufgegeben hatte, 2015 als Joint Venture gegründet. Die Entwickler treffen sich selten persönlich und ziehen es vor, aus der Ferne zu arbeiten. Alle drei Mitglieder des Innersloth-Teams trafen sich zum ersten Mal an der Oregon State University und nach ihrem Abschluss begannen sie, gemeinsam Videospiele zu entwickeln.

### Entwicklungsteam
Bromander ist als Künstler, Animator und Game Designer tätig, während Willard als Computerprogrammierer und Leiter der Unternehmensführung für Innersloth tätig ist. Amy Liu ist Künstlerin, Designerin und Animatorin für Innersloth. Liu wurde als Künstlerin für Innersloth engagiert, kurz nach der Gründung des Unternehmens. Das Innersloth-Team ging zur PAX, einer Videospiel-Convention in der frühen Entwicklung, und wurde inspiriert, Nuclear Throne zu sehen. Während des frühen Spieldesigns versucht das Innersloth-Team, Prototypen mit groben Bildern zu erstellen, indem es das Artdesign zu einem späteren Zeitpunkt nach dem Lösen grundlegender Spielmechaniken detailliert beschreibt. In einem Interview mit Kotaku erklärte Bromander die Stärken und Schwächen der Entwickler von Innersloth. Bromander beschwerte sich, dass sie nicht in der Lage waren, ihre Produkte zu bewerben und meinte: „Wir sind wirklich schlecht im Marketing.“ Bromander hält auf Twitter und auf seinem YouTube-Kanal, der im September 2020 80.000 Abonnenten hatte, über Innersloth-Entwicklungen auf dem Laufenden.

### Wachstum und Reaktionen
Kotaku analysierte die Effizienz des Entwicklungsteams von Innersloth und kam zu dem Schluss, dass es dem Unternehmen gelungen ist, seine Produkte auch nach der Anfangsphase zu verbessern, als es zunächst nicht an Popularität gewann. Die Entwickler von Innersloth konzentrierten sich auf das Spielerlebnis jenseits von Mikrotransformationen. Basierend auf ihrer Arbeit schätzten die Entwickler von Innersloth Internet-Memes und wandten sich der Schaffung einer angenehmen Benutzererfahrung für Spieler zu. Liu sagte, er habe begonnen, Videospielverlagen zu folgen, um mehr Ideen für die künstlerische Entwicklung bei Innersloth zu bekommen. Seit Oktober 2017 widmen sich alle drei Mitglieder des Innersloth-Teams in Vollzeit dem Unternehmen. Innersloth stand im Laufe des Jahres 2020 vor Herausforderungen durch den schnellen Erfolg. Nach dem Anstieg der Popularität im Jahr 2020, plante Innersloth, die Serverleistung für August 2021 zu verbessern, so Willard. Innersloth hatte 2020 Probleme mit Hackern, die ihre Server angriffen, worauf Innersloth mit der Anpassung seiner Systeme und Server reagierte. Innersloth hat Änderungen vorgenommen, um die Moderation im Spiel zu ermöglichen und Probleme an das Entwicklerteam zu melden.

## Spiele

### Among Us
Internationale Bekanntheit erlangte das Unternehmen durch die starke Verbreitung des Videospiels Among Us. Innersloth veröffentlichte das Spiel am 15. Juni 2018. Mehrere Jahre lang waren die Spielerzahlen so gering, dass sich das Spiel nicht rentierte. Im Juni 2020 machte Twitch-Streamer Chance „Sodapoppin“ Morris das Spiel unerwartet populär. Im Anschluss daran begannen viele andere Twitch-Streamer und YouTuber, Among Us zu spielen. Dadurch stiegen die Spielerzahlen rasant an. Das Spiel wurde mehrfach ausgezeichnet, darunter auch beim The Game Awards 2020.

### Weitere Spiele
Weitere Spiele von Innersloth sind The Henry Stickmin Collection und Dig2China sowie seit 2022 Among Us VR.